# Juan Musso
Juan Agustín Musso, född 6 maj 1994 i San Nicolás de los Arroyos, är en argentinsk fotbollsmålvakt som spelar för Atalanta. Han representerar även det argentinska landslaget.

## Klubbkarriär
Den 11 juli 2018 värvades De Paul av Udinese. Den 2 juli 2021 värvades Musso av Atalanta, där han skrev på ett fyraårskontrakt.

## Landslagskarriär
Musso föddes i Argentina men är av italiensk härkomst och har dubbelt medborgarskap. Musso debuterade för Argentinas landslag den 26 mars 2019 i en 1–0-vinst över Marocko.